# Мет (приток Лэпъю, нижнего притока Сысолы)
Мет — река в Сыктывдинском и Корткеросском районах Республики Коми. Правый приток реки Лэпъю (приток в нижнем течении Сысолы).
Длина реки составляет 58 км. Берёт начало из болота в юго-восточной части Сыктывдинского района. От истока течёт на северо-восток и, постепенно отклоняясь влево, в верховьях меняет направление течения на западное (крайний восточный участок течения находится на территории Корткеросского района). Впадает в реку Лэпъю по правому берегу в 47 км от её устья, чуть выше посёлка Мет-Устье.
Русло очень извилистое. Бассейн полностью покрыт лесом, населённых пунктов нет. Имеются мосты через реку на лесовозных дорогах.
Основные притоки
- 22 км пр: Созмес (дл. 12 км)
- 31 км лв: Колаёль (дл. 10 км)

## Данные водного реестра
По данным государственного водного реестра России относится к Двинско-Печорскому бассейновому округу, водохозяйственный участок реки — Вычегда от истока до города Сыктывкар, речной подбассейн реки — Вычегда. Речной бассейн реки — Северная Двина.
Код объекта в государственном водном реестре — 03020200112103000019935.